# Gina Miles
Gina Miles est une cavalière américaine de concours complet née le 27 novembre 1973. Lors des Jeux olympiques de 2008, elle remporte la médaille d'argent en individuel en CCE.